# Diego Falcinelli
Diego Falcinelli (Marsciano, 26 giugno 1991) è un calciatore italiano, di ruolo attaccante, svincolato.

## Caratteristiche tecniche
Può giocare sia come prima, che come seconda punta. Bravo nei movimenti senza palla e nell'attaccare gli spazi, possiede un ottimo tiro dalla distanza e buone qualità nel dribbling.

## Carriera

### Club

#### Gli inizi: Pontevecchio e Foligno
Cresce nel settore giovanile della Pontevecchio, società dell'hinterland perugino, per poi passare in prestito al vivaio dell'Inter nel 2007, vincendo in nerazzurro il Campionato Allievi Nazionali. Non riconfermato dalla squadra milanese al termine della stagione, rientra al club ponteggiano con cui esordisce in Serie D.
Nell'estate del 2009 passa al Sassuolo, con cui gioca da titolare nella squadra Primavera; nel frattempo esordisce con la prima squadra in Serie B, nella partita pareggiata per 2-2 contro l'Ancona, gara nella quale serve ad Alessandro Noselli l'assist per la rete del definitivo pareggio. Con la squadra giovanile neroverde partecipa inoltre al Torneo di Viareggio 2010, nel quale realizza 2 gol. L'anno seguente si trasferisce in compartecipazione al Foligno, in Prima Divisione, collezionando 5 reti in 29 presenze di campionato, oltre a 2 apparizioni e un gol nei play-out.

#### Esperienze in prestito: Juve Stabia, Lanciano e Perugia
Riacquistato a titolo definitivo dal Sassuolo nell'estate del 2011, dopo 3 apparizioni in Serie B viene dirottato in prestito sino alla fine del torneo cadetto alla Juve Stabia, con cui disputa dodici partite e segna un gol. Nell'estate successiva, dopo 2 presenze in Coppa Italia con gli emiliani, passa in prestito al Lanciano, compagine con cui colleziona 39 gare e 5 reti in Serie B. Il prestito in Abruzzo viene rinnovato anche per l'anno successivo.
Il Sassuolo decide, nell'estate del 2014, di cederlo nuovamente in prestito, stavolta al neopromosso Perugia. Al suo esordio con gli umbri, il 17 agosto in Coppa Italia, segna alla Feralpisalò il primo gol con la nuova maglia, mentre dodici giorni dopo si sblocca in campionato, segnando la seconda rete nel 2-1 casalingo sul Bologna. Si rivelerà la miglior stagione sottoporta per Falcinelli, che totalizzerà 14 reti in campionato, aiutando i grifoni a raggiungere i play-off, persi al turno preliminare contro il Pescara.

#### Esordio in Serie A: Sassuolo e Crotone
La positiva stagione in Umbria gli permette il ritorno in pianta stabile a Sassuolo. Fa il suo secondo esordio con la maglia neroverde il 15 agosto 2015, nell'incontro di Coppa Italia vinto per 2-0 contro il Modena, sbloccando il risultato e trovando il suo primo gol in carriera con gli emiliani. Il 23 agosto esordisce in Serie A, nel 2-1 casalingo che regola il Napoli, fornendo l'assist a Nicola Sansone per la rete della vittoria neroverde. Il 6 gennaio 2016 arriva per lui il primo gol in massima categoria, siglando il definitivo 2-2 interno contro il Frosinone. Con 23 presenze e 2 reti contribuisce allo storico sesto posto in campionato del Sassuolo – migliore piazzamento in Serie A dei neroverdi –, che vale un'altrettanto storica qualificazione in Europa League.
Inizia l'annata successiva al Sassuolo, con cui il 28 luglio debutta in una competizione continentale, subentrando all'81' a Grégoire Defrel nel pareggio per 1-1 sul campo del Lucerna), valevole per il terzo turno preliminare di UEFA Europa League. Il 31 agosto, tuttavia, con Marcello Trotta passa in prestito al neopromosso Crotone. Il 29 gennaio 2017 realizza la sua prima tripletta in massima serie, nella vittoria casalinga dei calabresi per 4-1 contro l'Empoli, mentre il successivo 9 aprile sigla la doppietta che vale il successo per 2-1 contro l'Inter. La stagione a Crotone lo riporta su buoni livelli realizzativi: con 13 gol contribuisce attivamente alla prima, storica salvezza dei pitagorici in massima categoria.

#### Il ritorno a Sassuolo, poi Fiorentina, Bologna e ancora Perugia
Tornato a Sassuolo, gioca la prima metà del campionato 2017-2018 in maglia neroverde. Dopo 20 presenze e 2 gol, il 31 gennaio 2018 passa in prestito alla Fiorentina, club con cui conclude la stagione senza trovare ulteriori realizzazioni in campionato. 
L'estate seguente approda a titolo definitivo al Bologna, ma anche quest'esperienza si rivela incolore, segnando il suo unico gol per gli emiliani il 4 dicembre 2018, nel 3-0 al Crotone valevole per il quarto turno di Coppa Italia.
Ormai finito ai margini della squadra petroniana, al termine della stagione scende di categoria, facendo ritorno in prestito al Perugia. Non riesce tuttavia a ripetere la prima, ottima stagione in Umbria, siglando solo 3 reti in un campionato che termina con la retrocessione del club.

#### Champions e Stella Rossa, poi il rientro al Bologna
Rientrato al Bologna, l'11 settembre 2020 si trasferisce in prestito con diritto di riscatto al club serbo della Stella Rossa. Segna la prima doppietta con la squadra biancorossa nella goleada per 6-0 al Voždovac. Il 16 settembre 2020 esordisce in UEFA Champions League, nella sconfitta ai tiri di rigore contro l'Omonia. Il 1º ottobre segna, invece, la sua prima rete in UEFA Europa League, nello spareggio vinto per 2-1 sul campo dell'Ararat-Armenia. Con il club di Belgrado vince il campionato e la Coppa di Serbia.
Nel luglio 2021, malgrado un ulteriore anno di contratto con la Stella Rossa, rientra al Bologna per motivi familiari. Dopo un primo semestre ai margini della rosa, torna in campo l'11 gennaio 2022, nella contingenza delle numerose assenze tra le file rossoblù dettate dalla pandemia di COVID-19, in occasione della sconfitta esterna per 2-1 contro il Cagliari.

#### Modena e Spezia

Falcinelli allo nel 2024

Svincolatosi al termine della stagione, il 5 luglio 2022 si accasa al Modena, neopromosso in Serie B. L'8 agosto seguente, al debutto con la nuova maglia, apre le marcature nel successo interno per 3-2 sul Sassuolo, valevole per i trentaduesimi di Coppa Italia. Il 27 agosto segna anche la prima rete in campionato, nel successo per 4-1 sul campo della Ternana.
Il 24 gennaio 2024 passa a titolo definitivo allo Spezia, sempre in Serie B. Il 26 dicembre dello stesso anno segna la sua prima rete con i liguri, firmando il definitivo 1-1 casalingo contro il Mantova.

### Nazionale
Il 15 novembre 2012 gioca con la rappresentativa della B Italia una partita amichevole contro una selezione di giocatori della seconda serie russa.
Il 18 febbraio 2017 è convocato per uno stage di calciatori emergenti, voluto dal commissario tecnico della nazionale maggiore, Gian Piero Ventura.

## Statistiche

### Presenze e reti nei club
Statistiche aggiornate al 1º luglio 2025.
| Stagione        | Squadra         | Campionato      | Campionato | Campionato | Coppe nazionali | Coppe nazionali | Coppe nazionali | Coppe continentali | Coppe continentali | Coppe continentali | Altre coppe | Altre coppe | Altre coppe | Totale | Totale |
| Stagione        | Squadra         | Comp            | Pres       | Reti       | Comp            | Pres            | Reti            | Comp               | Pres               | Reti               | Comp        | Pres        | Reti        | Pres   | Reti   |
| --------------- | --------------- | --------------- | ---------- | ---------- | --------------- | --------------- | --------------- | ------------------ | ------------------ | ------------------ | ----------- | ----------- | ----------- | ------ | ------ |
| 2008-2009       | Pontevecchio    | D               | 32         | 4          | CI-D            | 0               | 0               | -                  | -                  | -                  | -           | -           | -           | 32     | 4      |
| 2009-2010       | Sassuolo        | B               | 1          | 0          | CI              | 1               | 0               | -                  | -                  | -                  | -           | -           | -           | 2      | 0      |
| 2010-2011       | Foligno         | 1D              | 29+2       | 5+1        | CI+CI-LP        | 2+0             | 1+0             | -                  | -                  | -                  | -           | -           | -           | 33     | 7      |
| 2011-gen. 2012  | Sassuolo        | B               | 3          | 0          | CI              | 1               | 0               | -                  | -                  | -                  | -           | -           | -           | 4      | 0      |
| gen.-giu. 2012  | Juve Stabia     | B               | 12         | 1          | CI              | -               | -               | -                  | -                  | -                  | -           | -           | -           | 12     | 1      |
| lug.-ago. 2012  | Sassuolo        | B               | 0          | 0          | CI              | 2               | 0               | -                  | -                  | -                  | -           | -           | -           | 2      | 0      |
| set. 2012-2013  | Lanciano        | B               | 39         | 5          | CI              | -               | -               | -                  | -                  | -                  |             | -           | -           | 39     | 5      |
| 2013-2014       | Lanciano        | B               | 34         | 4          | CI              | 1               | 0               | -                  | -                  | -                  | -           | -           | -           | 35     | 4      |
| Totale Lanciano | Totale Lanciano | Totale Lanciano | 73         | 9          |                 | 1               | 0               |                    | -                  | -                  |             | -           | -           | 74     | 9      |
| 2014-2015       | Perugia         | B               | 38+1       | 14+0       | CI              | 3               | 1               | -                  | -                  | -                  | -           | -           | -           | 42     | 15     |
| 2015-2016       | Sassuolo        | A               | 26         | 2          | CI              | 2               | 1               | -                  | -                  | -                  | -           | -           | -           | 28     | 3      |
| lug.-ago. 2016  | Sassuolo        | A               | 1          | 0          | CI              | -               | -               | UEL                | 4                  | 0                  | -           | -           | -           | 5      | 0      |
| set. 2016-2017  | Crotone         | A               | 35         | 13         | CI              | -               | -               | -                  | -                  | -                  | -           | -           | -           | 35     | 13     |
| 2017-gen. 2018  | Sassuolo        | A               | 20         | 2          | CI              | 3               | 1               | -                  | -                  | -                  | -           | -           | -           | 23     | 3      |
| Totale Sassuolo | Totale Sassuolo | Totale Sassuolo | 51         | 4          |                 | 9               | 2               |                    | 4                  | 0                  |             | -           | -           | 64     | 6      |
| feb.-giu. 2018  | Fiorentina      | A               | 12         | 0          | CI              | -               | -               | -                  | -                  | -                  | -           | -           | -           | 12     | 0      |
| 2018-2019       | Bologna         | A               | 16         | 0          | CI              | 2               | 1               | -                  | -                  | -                  | -           | -           | -           | 18     | 1      |
| 2019-2020       | Perugia         | B               | 25+2       | 3+0        | CI              | 2               | 0               | -                  | -                  | -                  | -           | -           | -           | 29     | 3      |
| Totale Perugia  | Totale Perugia  | Totale Perugia  | 63+3       | 17         |                 | 5               | 1               |                    | -                  | -                  |             | -           | -           | 71     | 18     |
| 2020-2021       | Stella Rossa    | SL              | 23         | 9          | KS              | 4               | 2               | UCL+UEL            | 1+9                | 0+2                | -           | -           | -           | 37     | 13     |
| 2021-2022       | Bologna         | A               | 6          | 0          | CI              | -               | -               | -                  | -                  | -                  | -           | -           | -           | 6      | 0      |
| Totale Bologna  | Totale Bologna  | Totale Bologna  | 22         | 0          |                 | 2               | 1               |                    | -                  | -                  |             | -           | -           | 24     | 1      |
| 2022-2023       | Modena          | B               | 33         | 6          | CI              | 3               | 1               | -                  | -                  | -                  | -           | -           | -           | 36     | 7      |
| 2023-gen. 2024  | Modena          | B               | 17         | 2          | CI              | 1               | 0               | -                  | -                  | -                  | -           | -           | -           | 18     | 2      |
| Totale Modena   | Totale Modena   | Totale Modena   | 50         | 8          |                 | 4               | 1               |                    | -                  | -                  |             | -           | -           | 54     | 9      |
| gen.-giu. 2024  | Spezia          | B               | 16         | 0          | CI              | -               | -               | -                  | -                  | -                  | -           | -           | -           | 16     | 0      |
| 2024-2025       | Spezia          | B               | 22+3       | 1+0        | CI              | 1               | 0               | -                  | -                  | -                  | -           | -           | -           | 26     | 1      |
| Totale Spezia   | Totale Spezia   | Totale Spezia   | 38+3       | 1          |                 | 1               | 0               |                    | -                  | -                  |             | -           | -           | 42     | 1      |
| Totale carriera | Totale carriera | Totale carriera | 440+8      | 71+1       |                 | 28              | 8               |                    | 14                 | 2                  |             | -           | -           | 490    | 82     |

## Palmarès

### Club

#### Competizioni giovanili
- Campionato Allievi Nazionali: 1

Inter: 2007-2008

#### Competizioni nazionali
- Campionato serbo: 1

Stella Rossa: 2020-2021
- Coppa di Serbia: 1

Stella Rossa: 2020-2021